# Apostolische administratie Estland

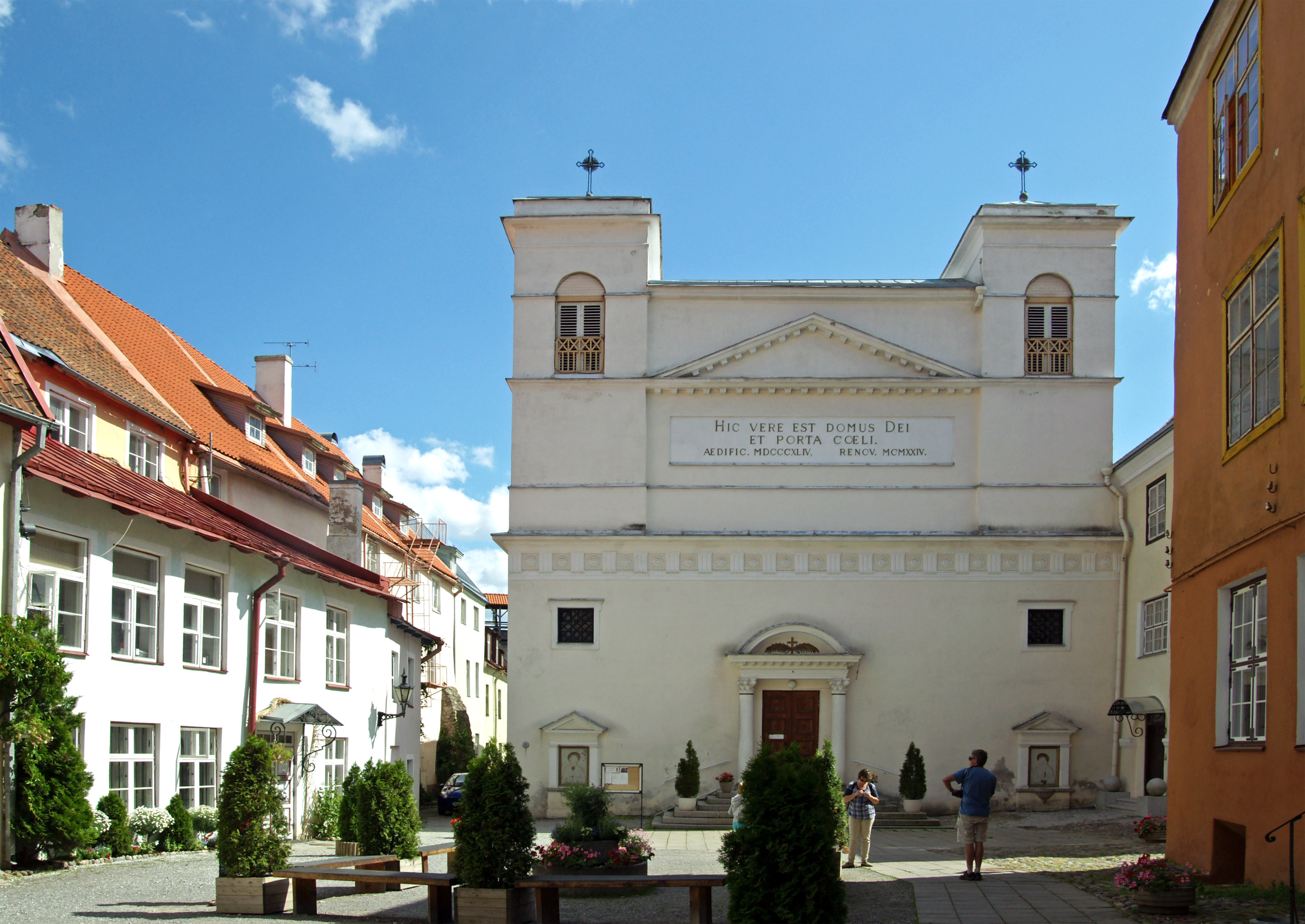
Petrus en Pauluskathedraal in Tallinn

De Apostolische administratie Estland (Latijn: Apostolica Administratio Estoniensis; Ests: Eesti Apostellik Administratuur) is een rooms-katholieke administratie in Estland, die rechtstreeks valt onder het gezag van de Heilige Stoel. Zetel van de administratie is de Petrus en Pauluskathedraal in Tallinn.

## Geschiedenis
In 1219 werd door de Deense koning Waldemar II in Lijfland het bisdom Reval opgericht. Dit bisdom besloeg het noordelijke gedeelte van Estland was suffragaan aan het aartsbisdom Lund. De bisschop van Reval had geen wereldlijke macht, maar was vanaf 1521 wel rijksvorst. In 1561 werd het bisdom als gevolg van de Reformatie opgeheven.
De apostolische administratie Estland werd op 1 november 1924 door paus Pius XI opgericht. Het gebied viel daarvoor onder het aartsbisdom Riga. Van 15 augustus 1945 tot 15 april 1992 was de jurisdictie over de administratie de jure onderbroken. De Heilige Stoel noemde dit een sedisvacantia rerum politicarum causa. (sedisvacatie op politieke gronden)

## Administrators
- 1924–1931: Antonino Zecchini SJ,
- 1931–1942: Eduard Profittlich SJ,
- 1941–1945: Henri Werling SJ, ad interim
  - 1945–1992: sedisvacatie
- 1992–1997: Justo Mullor García,
- 1997–2001: Erwin Josef Ender,
- 2001–2005: Peter Zurbriggen,
- 2005-heden: Philippe Jourdan